# Ion Pillat
Ion Pillat, né le 31 mars 1891 à Bucarest et mort le 17 avril 1945 dans la même ville, est un poète et officier roumain, ainsi que le père de l'écrivain Dinu Pillat.

## Biographie

### Enfance
Ion Pillat est né le 31 mars 1891 à Bucarest. Les Pillat étaient une vieille famille de paysans libres, originaire de Drăceni sur le Prut, dans le județ de Fălciu. Son père, Ion N. Pillat, mène une vie de rentier, grand propriétaire terrien et parlementaire. Sa mère, Maria, née Brătianu, était la deuxième fille de Ion Brătianu. Il suit une scolarité dans une école primaire de Pitești.

### Adolescence et révélation française
Il finit à quatorze ans son premier cursus au collège Saint-Sava de Bucarest. Sa mère l’emmène, ainsi que son frère Niculae et sa sœur Pia, plus jeunes, achever ses études à Paris au lycée Henri-IV. Il habite boulevard Saint-Michel. Au cours d'une excursion à la cathédrale Notre-Dame de Chartres, il est frappé par l'art gothique qui lui inspire sa première poésie, În catedrală (« Dans la cathédrale »). Il s'inscrit à la Sorbonne en lettres et en droit, il obtient ses licences respectivement en 1913 et 1914.

### Les débuts littéraires, le symbolisme
En 1911, de retour au pays, il ose montrer quelques-unes de ses poésies à Titu Maiorescu, qui les publie dans Convorbiri literare [Entretiens littéraires]. L'année suivante, il publie à Paris une petite plaquette contenant un conte, Povestea celui din urmă sfînt (« L'histoire du dernier des saints »). Il fait la connaissance d'Alexandru Macedonski et devient un des disciples favoris du maître symboliste.

### Missions militaires
Ion Pillat interrompt un an son séjour en France pour effectuer son service militaire dans un régiment d'artillerie. En 1913, il sert brièvement en tant que sous-lieutenant pour la campagne de Bulgarie. Pendant la Première Guerre mondiale, il est officier de liaison auprès de la mission militaire française, puis il participe à la conférence de Paris de 1919, en tant que secrétaire d'Alexandru Vaida-Voevod. Durant la même période, il publie plusieurs recueils : Eternități de-o clipă (« Éternités d'un jour ») en 1914, Amăgiri (« Chimères ») en 1917 et Grădina între ziduri (« Le jardin emmuré ») en 1919. Il prend la direction, avec Adrian Maniu et Horia Furtună de la revue Flacăra ( La Flamme »). Le 6 septembre 1915, il épouse Maria Procopie-Dumitrescu, peintre sous le pseudonyme « Brateș ».

### Voyages et diversification des activités littéraires
Les années suivant la libération de ses activités militaires, Ion Pillat, que George Călinescu qualifie de dilettante, varie tant ses activités que ses sources d'inspiration. Il continue de publier des recueils de poésie parmi eux, Pe Argeș în sus (« En amont de l'Argeș »), en 1923, achève de le faire connaître en tant que poète. Ion Pillat traduit des œuvres du français, des poèmes de Maurice de Guérin, des poèmes choisis de Francis Jammes en 1927, Anabase de Saint-John Perse en 1932. Ses traductions lui valent des relations avec les représentants de la France en Roumanie, en particulier André d'Ormesson.
On peut citer ici Ecaterina Cleynen-Serghiev : « Les traducteurs des poètes français [en roumain] sont eux-mêmes des poètes, parfois de très grands poètes comme Tudor Arghezi, Ion Vinea, Ion Pillat. Curieusement, ce dernier est le seul parmi eux à publier entre les deux guerres des volumes indépendants de traductions : Anabase de Saint-John Perse, des poèmes de Francis Jammes (avec N.I.Herescu) et des poèmes de Baudelaire. Ses traductions de Perse et de Baudelaire ont recueilli les éloges unanimes de la critique. » (Pompiliu Constantinescu, Ion Pillat, compte rendu du volume, 1938, in Scrieri [Écrits], vol. 4, p. 394 et suiv.).
Avec Tudor Arghezi, il publie en 1922 la revue Cugetul românesc (« L'esprit roumain »), avec Adrian Maniu il adapte pour le théâtre le roman de Nicolae Filimon sous le titre Dinu Păturică, ainsi que le conte Tinerețe fără bătrînețe (« Jeunesse sans vieillesse »). Avec Perpessicius, il établit également une anthologie de poésie contemporaine en 1925. Il voyage également en Espagne en 1929 et en Italie en 1931. Sa destination de prédilection est la Grèce qu'il visite en 1927, une deuxième fois en 1932, avant un séjour plus long en 1937.

### La consécration
En 1935, Ion Pillat publie Poeme într-un vers (« Monostiches ») et, découvrant Baltchik, il y achète un terrain et y fait construire une villa. L'année suivante, il est élu membre de l'Académie roumaine et reçoit le prix national de littérature en même temps que Gib I. Mihăescu à titre posthume. Sa traduction de Paul Claudel est représentée au Théâtre national de Bucarest en 1939 et il voit paraître en 1944 une édition définitive de ses poésies en trois volumes, un an après ses textes critiques Tradiție și literatură (« Traditions et littérature »), deux ans après son anthologie de poésie allemande. Ion Pillat décède le 17 avril 1945 d'une congestion cérébrale.

## Postérité
George Călinescu lui consacre plusieurs pages, le classant parmi les traditionalistes. Néanmoins, dans le corps de l'article qui lui est consacré, le célèbre critique dresse un parallèle entre sa vision du symbolisme et l’œuvre de Jean Moréas ou de Francis Jammes. Alors qu'il accorde une place non négligeable à sa poésie dans la littérature roumaine en général, il juge ses traductions « anémiques ».
Andreia Roman relève l'exotisme de sa poésie, issu de ses voyages et d'influences parnassienne et l'oppose au passéisme prôné par le mouvement « sămănătoriste » du magazine littéraire Sămănătorul. Il est à la fois apparenté au symbolisme tardif, comme Demostene Botez, Otilia Cazimir ou Barbu Nemțeanu, et relativement isolé au milieu des mouvements avant-gardistes de l'entre-deux-guerres (Urmuz, Ion Vinea, Tudor Arghezi).

## Liste des œuvres[9]
- Povestea celui din urmă sfânt [L'histoire du dernier des saints], Paris, 1911
- Visări păgâne [Les rêves païens], Bucarest, 1912
- Eternități de-o clipă [Éternités d'un instant], Bucarest, 1914
- Iubita de zăpadă [L'amoureuse de neige], poèmes en prose, Bucarest, 1915
- Poezia lui Panait Cerna [La poésie de Panait Cerna], Bucarest, 1916
- Amăgiri [Chimères], Bucarest, 1917
- Grădina între ziduri [Le jardin emmuré], Paris, 1919, puis Bucarest 1920
- Pe Argeș în sus [En amont de l'Argeș], Bucarest, 1923
- Dinu Paturică, comédie en quatre actes, en collaboration avec A. Maniu, Bucarest, 1925
- Antologia poeților de azi, I-II [L'anthologie des poètes d'aujourd'hui, I-II], en collaboration avec Perpessicius, Bucarest, 1922-1928, puis réédition en 2000
- Biserica de altădată [L'église d'autrefois], Bucarest, 1926
- Tinerețe fără bătrânețe, feerie în 10 tablouri, [Jeunesse sans vieillesse] féerie en dix tableaux, en collaboration avec A. Maniu, Bucarest, 1926
- Florica [Florica], avec des dessins de Ștefan Popescu[10], Bucarest, 1926
- Întoarcere (1908-1918) [Retour (1908-1918)], Bucarest, 1927
- Limpezimi [Éclaircies], Craiova, 1928
- Caietul verde [Le cahier vert], Bucarest, 1932
- Scutul Minervei [Le bouclier de Minerve ], Bucarest, 1933
- Pasărea de lut [L'oiseau de glaise], Bucarest, 1934
- Poeme într-un vers [Monostiches], Bucarest, 1936
- Portrete lirice [Portraits lyriques], Bucarest, 1936, puis seconde édition augmentée en 1969
- Țărm pierdut [Rivage perdu], Bucarest, 1937
- Umbra timpului [L'ombre du temps], Bucarest, 1940
- Balcic (Baltchik), Craiova, 1940
- Împlinire [Accomplissement], Bucarest, 1942
- Asfodela [Asphodèle], Bucarest, 1943
- Tradiție și literatură [Traditions et littérature], Bucarest, 1943
- Poezii [Poésies] I-III, édition définitive, Bucarest, 1944
- Poezii, anthologie avec une préface de A. Rău, Bucarest, 1965
- Poezii I-II, Bucarest, 1965
- Poezii I-II, anthologie de Dinu Pillat et une préface de M. Tomuș, Bucarest, 1967
- Cele mai frumoase poezii [Les plus beaux poèmes], Bucarest, 1968
- Portrete lirice, avec préface de V. Nemoianu, Bucarest, 1969
- Poezii, anthologie avec postface et bibliographie de C. Ungureanu, Bucarest, 1975
- Poezii I (1906-1918), avec introduction de A. Anghelescu et postface de Cornelia Pillat, Bucarest, 1983
- Pe Argeș în sus [En amont de l'Argeș], anthologie et postface de I.Adam, Bucarest, 1984
- Opere II (Poezii 1918-1927) [Œuvres II (Poésies 1918-1927)], coordination par Cornelia Pillat, Bucarest, 1985
- Opere III (Poezii 1927-1944), [Œuvres III (Poésie 1927-1944)], coordination par Cornelia Pillat, avec une introduction de Monica Pillat, Bucarest, 1986
- Opere IV (Tălmăciri 1919-1944), [Œuvres IV (Traductions 1919-1944)], coordination par Cornelia Pillat, avec une introduction de Ovid S. Crohmălniceanu, Bucarest, 1988
- Opere V (Proza 1916-1942, Portrete lirice), [Œuvres V (Prose 1916-1942, Portraits lyriques)], coordination par Cornelia Pillat, avec une préface de M. Martin Bucarest, 1990
- Opere VI (Proza 1916-1942, Tradiție și literatură. Răsfoind clasicii), [Œuvres VI (Prose 1916-1942, Traditions et littératures, en feuillant les classiques)], coordination par Cornelia Pillat, Bucarest, 1994
- Casa amintirii [La maison du souvenir], anthologie sous la direction de I. Adam, Bucarest, 1996
- Opere VII (Scrisori), [Œuvres VII (Correspondance)], sous la coordination de Cornelia Pillat, Bucarest, 1998
- Versuri [Vers ], Chișinău, 1999
- Opere I-IV [Œuvres I-IV], coordination par Cornelia Pillat, Bucarest, 2000-2003
- Poezii 1927-1944 [Poésies 1927-1944] avec une préface de Monica Pillat, Bucarest, 2001
- Poezii [Poésies] réédition de Cornelia Pillat, Bucarest, 2003
- Mărturisiri. Portrete lirice [Témoignages. Portraits lyriques], préface de M. Martin, 2003

## Traductions de Ion Pillat en roumain
- Tălmăciri [Traductions], avec une préface de Ov. S. Crohmălniceanu, Bucarest 2002
- Poezii alese din Francis James  [Choix de poème de Francis James], avec N.I. Herescu, Bucarest, 1927
- Anabasis de Saint-John Perse, Bucarest, 1932
- Le Fleurs du mal de Charles Baudelaire, Bucarest, 1937
- Din poezia germană [De la poésie allemande], Cernăuți, 1937
- Poèmes. Le centaure. La bacchante de M. de Guerin, Bucarest, 1943

## Traductions de ses œuvres en français
- Eternităţi de-o clipă (« Éternités d’un instant »)[11] a été traduit en français par Andreea Dobrescu-Warodin, Bucarest, Minerva, 1980.
- Poezii/Poiemata, édition bilingue roumain-grec, Bucarest, 1981
- Monostiches et autres poèmes, traduits du roumain par Gabrielle Danoux, France 2015
- Le Bouclier de Minerve, traduits du roumain par Gabrielle Danoux et Muriel Beauchamp, France, 2016